# Barbus tyberinus
Barbus tyberinus és una espècie de peix cipriniforme de la família dels ciprínids.

## Morfologia
Els mascles poden assolir els 60 cm de longitud total i els 4 kg de pes.

## Distribució geogràfica
És un endemisme d'Itàlia.